# Сражение при Милаццо (1718)
Сражение при Милаццо (исп. Batalla de Milazzo) произошло 15 октября 1718 года недалеко от города Милаццо на Сицилии между испанской и австрийской армиями во время Войны четверного альянса.
Разочарованный потерей своих итальянских владений после войны за испанское наследство, король Испании Филипп V в августе 1717 года вторгся на Сардинию, которая теперь находилась во владении Австрии, и в июле 1718 года на Сицилию, которая была передана герцогу Савойскому. 30 000 человек испанских войск под командованием маркиза де Леде захватили всю Сицилию, за исключением района вокруг Мессины, которая была осаждена с 18 июля.
11 августа в сражении у мыса Пассаро британский флот во главе с Джорджем Бингом атаковал и уничтожил испанский флот. 13 октября этот британский флот высадил недалеко от Милаццо австрийскую армию, собранную в Неаполе австрийским вице-королем графом Вирихом Филиппом фон Дауном, чтобы снять осаду с Мессины. Это привело к сражению 15 октября.
Австрийцы атаковали очень рано утром, застигнув испанцев врасплох. Два испанских драгунских полка остановили атаку, чтобы дать остальной части испанской армии время для развертывания. Оба полка были уничтожены, но их жертва дала маркизу де Леде возможность контратаковать. Австрийцы были отброшены, и испанцы преследовали бегущую австрийскую армию.
Австрийцы потеряли 1500 человек убитыми и ранеными, а также 300 пленными. Испанцы потеряли 1500 человек убитыми или ранеными и 200 пленными. Мессина была взята испанцами, но маркиз де Леде не воспользовался возможностью полностью вытеснить австрийцев с острова, оставив им плацдарм вокруг Милаццо. Этот плацдарм и военно-морское превосходство после битвы при мысе Пассаро дали австрийцам возможность в следующем году прислать больше войск, что привело к битве при Франкавилле.